# Hireupnal, Hungund
Hireupnal là một làng thuộc tehsil Hungund, huyện Bagalkot, bang Karnataka, Ấn Độ.